# Simone Piroddu
Simone Vincenzo Piroddu (Sassari, 19 novembre 2000) è un lottatore italiano, specializzato nella lotta libera.

## Biografia

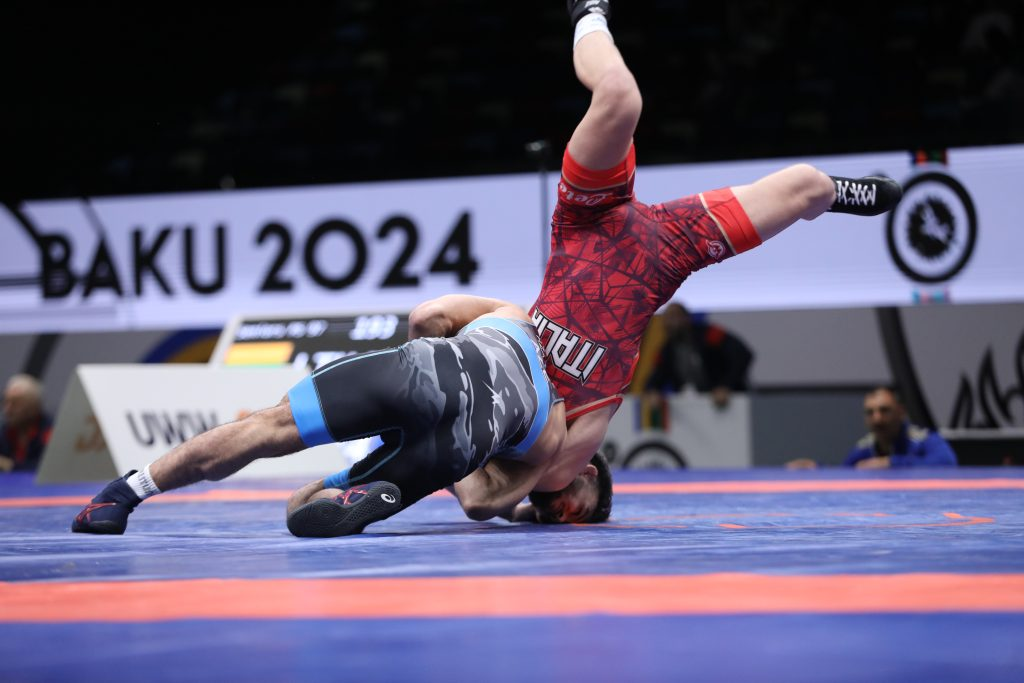
Simone Piroddu (in rosso) con Əliabbas Rzazadə nel torneo europeo di qualificazione olimpica del 2024.

È figlio del lottatore Mario Piroddu, che è anche suo allenatore. Anche sua sorella Denise Piroddu è lottatrice.
Si è messo in mostra a livello giovanile vincendo il bronzo mondiale cadetti del 2018 e il titolo continentale cadetti 2019. Ha ottenuto la medaglia d'oro al XV Festival olimpico della gioventù europea di Baku 2019, battendo in finale l'azero Abulfaz Nasirov. Si è aggiudicato due medaglie di bronzo agli europei under 23 di Skopje 2021 e Bucarest 2023.
All'età di vent'anni, ha fatto il suo esordio in una grande rassegna internazionale seniores agli europei di Varsavia 2021, nella categoria 61 kg, dove è stato eliminato agli ottavi dal turco Emrah Ormanoğlu.
Agli europei di Zagabria 2023 è stato estromesso dal tabellone principale del torneo dei 57 kg in semifinale dall'azero Əliabbas Rzazadə, dope aver sconfitto lo spagnolo Levan Metreveli agli ottavi e l'ucraino Andrij Jacenko ai quarti; nella finale per il bronzo ha perso contro il tedesco Horst Lehr. Ai mondiali di Beglrado 2023 è stato eliminato ai sedicesimi dall'azero Arsen Harutyunyan.

## Palmarès
| Anno | Manifestazione                           | Sede     | Evento | Risultato | Note |
| ---- | ---------------------------------------- | -------- | ------ | --------- | ---- |
| 2017 | Europei U15                              | Budapest | 53 kg  | Argento   |      |
| 2017 | Europei cadetti                          | Sarajevo | 54 kg  | 9º        |      |
| 2018 | Europei cadetti                          | Skopje   | 60 kg  | 11º       |      |
| 2018 | Mondiali cadetti                         | Zagabria | 55 kg  | Bronzo    |      |
| 2019 | Europei cadetti                          | Faenza   | 55 kg  | Oro       |      |
| 2019 | Festival olimpico della gioventù europea | Baku     | 55 kg  | Oro       |      |
| 2019 | Mondiali cadetti                         | Sofia    | 55 kg  | 10º       |      |
| 2021 | Europei                                  | Varsavia | 61 kg  | 13º       |      |
| 2021 | Europei U23                              | Skopje   | 57 kg  | Bronzo    |      |
| 2021 | Europei junior                           | Dortmund | 57 kg  | 8º        |      |
| 2021 | Mondiali junior                          | Ufa      | 57 kg  | 10º       |      |
| 2021 | Mondiali U23                             | Belgrado | 57 kg  | 12º       |      |
| 2022 | Europei U20                              | Roma     | 57 kg  | Oro       |      |
| 2022 | Mondiali U20                             | Sofia    | 57 kg  | 19º       |      |
| 2023 | Europei U23                              | Bucarest | 61 kg  | Bronzo    |      |
| 2023 | Europei                                  | Zagabria | 57 kg  | 5º        |      |
| 2023 | Mondiali                                 | Belgrado | 57 kg  | 24º       |      |
| 2024 | Europei U23                              | Baku     | 61 kg  | 5º        |      |
| 2024 | Mondiali U23                             | Tirana   | 61 kg  | 20º       |      |